# Placówka Straży Granicznej I linii „Cisna”
Placówka Straży Granicznej I linii „Cisna” – jednostka organizacyjna Straży Granicznej pełniąca służbę ochronną na granicy polsko-czechosłowackiej w okresie międzywojennym.

## Formowanie i zmiany organizacyjne
Na wniosek Ministerstwa Skarbu, uchwałą z 10 marca 1920 roku, powołano do życia Straż Celną. Od połowy 1921 roku jednostki Straży Celnej rozpoczęły przejmowanie odcinków granicy od pododdziałów Batalionów Celnych. Proces tworzenia Straży Celnej trwał do końca 1922 roku. Placówka Straży Celnej „Roztoki” weszła w podporządkowanie komisariatu Straży Celnej „Maniów” z Inspektoratu SC „Sambor”.
Rozporządzeniem Prezydenta Rzeczypospolitej Polskiej Ignacego Mościckiego z 22 marca 1928 roku, do ochrony północnej, zachodniej i południowej granicy państwa, a w szczególności do ich ochrony celnej, powoływano z dniem 2 kwietnia 1928 roku  Straż Graniczną.
Rozkazem nr 5 z 16 maja 1928 roku w sprawie organizacji Małopolskiego Inspektoratu Okręgowego dowódca Straży Granicznej gen. bryg. Stefan Pasławski określił strukturę organizacyjną komisariatu SG „Baligród”. Placówka Straży Granicznej I linii „Roztoki Górne” znalazła się w jego strukturze.
Już 8 września 1928 dowódca Straży Granicznej rozkazem nr 6  w sprawie organizacji Małopolskiego Inspektoratu Okręgowego podpisanym w zastępstwie przez mjr. Wacława Szpilczyńskiego przeniósł komisariat SG „Baligród” do Woli Michowej. Placówka SG  I linii „Roztoki Górne” pozostała w jego składzie.
Rozkazem nr 4 z 11 października 1932 roku w sprawach organizacji Małopolskiego Inspektoratu Okręgowego i niektórych inspektoratów granicznych', komendant Straży Granicznej płk Jan Jur-Gorzechowski przeniósł placówkę I linii „Roztoki” do Cisnej i przemianował ją na placówkę I linii „Cisna”.

## Służba graniczna
Sąsiednie placówki:
- placówka Straży Granicznej I linii „Maniów” ⇔ placówka Straży Granicznej I linii „Kalnica”− 1928[6]